# Školní řád (Česko)
Školní řád je vnitřní předpis školy, který vydává její ředitel za účelem vymezení souboru pravidel chování v této konkrétní škole či v rámci procesu vzdělávání. Jeho obsahové náležitosti vyplývají především ze školského zákona. Ve školských zařízeních nese obdobný vnitřní předpis označení vnitřní řád.

## Historie
Nejstarší české školní řády pocházejí ze 16. století. Školní řády byly zavedeny na všech českých školách již v 19. století.

## Charakteristika školního řádu
Školní řád je interním normativním aktem, tedy vnitřním předpisem, který rozvíjí povinnosti obecně vymezené školským zákonem, čímž podporuje autonomii škol. Povinně jej vydává ředitel školy za účelem úpravy práv a povinností žáků, studentů a jejich zákonných zástupců během vzdělávání, včetně vyučovacích hodin, exkurzí a činností souvisejících se školními službami. Při školách se školskou radou musí být školní řád schválen radou, a ta může navrhovat změny. Školní řád je obvykle spojován s řízením třídy a školní kázní.
V roce 2015 vydalo MŠMT doporučení, podle něhož má školní řád obsahovat konkrétní pravidla, a nikoliv proklamativní ustanovení a školní řád nemá dopadat na budovu školy, ale celkově na vztahy, které vznikají v souvislosti s poskytováním výchovy a vzdělávání ve škole.
Od roku 2020 pak školní řád navíc také může omezit či zakázat používání mobilních telefonů nebo jiných elektronických zařízení dětmi, žáky nebo studenty, s výjimkou jejich používání v nezbytném rozsahu ze zdravotních důvodů.

## Obsah školní řádu
Školní řád podle § 30 školského zákona upravuje podrobnosti k výkonu práv a povinností dětí, žáků, studentů a jejich zákonných zástupců ve škole nebo školském zařízení a podrobnosti o pravidlech vzájemných vztahů s pedagogickými pracovníky. Dále provoz a vnitřní režim školy nebo školského zařízení, podmínky zajištění bezpečnosti a ochrany zdraví dětí, žáků nebo studentů a jejich ochrany před sociálně patologickými jevy a před projevy diskriminace, nepřátelství nebo násilí, podmínky zacházení s majetkem školy nebo školského zařízení ze strany dětí, žáků a studentů. Taktéž upravuje pravidla pro hodnocení výsledků vzdělávání žáků a studentů.
Další povinné náležitosti obsahuje sám školský zákon (podmínky dokládání důvodů nepřítomnosti dětí, žáků a studentů ve vyučování, podmínky doložení důvodů nepřítomnosti žáka ve vyučování, podmínky pro uvolňování žáka z vyučování a omlouvání neúčasti žáka ve vyučování), k němuž přistupuje řada prováděcích předpisů, zejména vyhláška č. 13/2005 Sb. (řešící pravidla pro hodnocení výsledků vzdělávání žáků, pravidla pro udělování pochval a jiných ocenění a ukládání napomenutí a důtek), vyhláška č. 48/2005 Sb. (upravující pravidla hodnocení žáků, pravidla pro udělování pochval a jiných ocenění a ukládání napomenutí a důtek), vyhláška č. 71/2005 Sb. (upravující slovní hodnocení), vyhláška č. 74/2005 Sb. (upravující evidenci účastníků zájmového vzdělávání) a vyhláška č. 107/2005 Sb. (věnující se podmínkám poskytování školního stravování).

## Znalost školního řádu
Školní řád musí být zveřejněn tak, aby byl ve škole přístupný tam, kde mají přístup všichni jeho adresáti (žáci, studenti, zákonní zástupci, zaměstnanci). Není povinnost školní řád zveřejnit způsobem umožňujícím dálkový přístup.
Ředitel školy má povinnost prokazatelně seznámit všechny žáky, studenty a zaměstnance školy (pedagogické i nepedagogické) se školním řádem, co zpravidla prokazuje podpis dané osoby. Zákonní zástupci nezletilých žáků nemusejí být se školním řádem adresně seznámeni, postačí, že jsou o jeho existenci a obsahu informováni způsobem obvyklým na dané škole (zpravidla třídní schůzky). Zákonní zástupci jsou povinni dodržovat pravidla stanovená školním řádem i v případě, že se s ním neseznámí.

## Řízení třídy
Školní řád a dodržování jeho pravidel se pojí se správným řízením třídy učitelem. Je potřeba, aby učitel uměl dobře předkládat učební látku a zajišťoval efektivní práci žáků takovým způsobem, aby zvyšoval motivaci a aby žáci respektovali pravidla kázně a řád školy. Řízení třídy neboli classroom management by mělo být takové, aby bylo díky němu navozeno příjemné prostředí pro vzájemnou spolupráci žáků. Kromě navození příjemného prostředí pro žáky, které jim napomáhá v procesu učení, je také potřeba, aby docházelo k bezprostřednímu působení na žáky. Základem účinného řízení třídy je kladný vztah mezi vyučujícím a žáky, protože pokud mají děti s vyučujícím kvalitní vztah, lépe se adaptují na školní podmínky. Za negativní přístup k řízení třídy se potom dá považovat používání trestů. Za jeden z primárních předpokladů dobrého řízení třídy se považuje kázeň ve škole.

## Školní kázeň
Za základní nástroj, který vede k ukázněnosti žáků se považuje školní řád. Kázeň se definuje jako „vědomé, přesné plnění zadané sociální role, stanovených úkolů, určených činností, spojené s respektováním autority.“ Jiná definice popisuje kázeň jako „vědomé dodržování zadaných norem.“  Za projev nekázně se pokládá například používání mobilního telefonu k opisování nebo rušení výuky, šikanování, neomalenost nebo užívání návykových látek. Dodržování školní kázně je podstatnou podmínkou k dosáhnutí dobré úrovně učení, zároveň je prostředkem ochrany dětí před postihy, které by mohly hrozit při nedodržování pravidel chování ve škole. Kázeň chrání děti před šikanou, návykovými látkami, zvyšuje výkonnost žáků a napomáhá k příznivému vývoji dítěte.